# Viborg Amt
Viborg Amt – jeden z 13 duńskich okręgów administracyjnych istniejących w latach 1970–2006. Położony był w północno-zachodniej Jutlandii i na zachodniej części Nørrejyske Ø; powstał w 1970 roku z połączenia jednostek Thisted i Viborg (→administracyjna reforma Danii (1970)). W wyniku reformy z 2007 został zlikwidowany, a jego obszar został podzielony między nowe regiony administracyjne Jutlandia Środkowa i Jutlandia Północna.

## Gminy
- Bjerringbro
- Fjends
- Hanstholm
- Hvorslev
- Karup
- Kjellerup
- Morsø
- Møldrup
- Sallingsund
- Skive
- Spøttrup
- Sundsøre
- Sydthy
- Thisted
- Tjele
- Viborg
- Aalestrup